# Konstans interfész
A Java programozásban a konstans interfész minta azt jelenti, hogy interfészeket használnak megosztott konstansok definiálására. Azok az osztályok, amelyeknek ezekre szükségük van, megvalósítják az interfészt.
A konstansok gyakran csak implementációs részletek, így nem kellene az osztály API-jához tartozniuk. Általában a rendszerkonstansok kihelyezése egy viselkedéstől független osztályba a gyenge kohézió jele, így kerülendő. Mindemiatt a konstans interfész antimintának tekinthető.

## Hátrányok
A konstans interfész hátrányai közé tartoznak:
- Szennyezi az osztály névterét olyan konstansokkal, amiket nem biztos, hogy használ.
- A fordításidejű taktikai hasznával szemben futásidőben kicsi a jelentősége. Szemben a jelölő interfészekkel, amelyek nem írnak elő metódusokat,  de futásidőben hasznosak.
- Ha fenn kell tartani a bináris kompatibilitást, akkor az interfészt nem lehet osztállyá alakítani, még akkor sem, ha úgy már több értelme lenne.
- Fejlesztőkörnyezet segítsége nélkül (ami segít visszakövetni, hogy mi honnan származik), sok időbe telhet visszanyomozni, amíg kiderül, hogy ezek a konstansok honnan származnak.
- Mivel az interfésznek nincsenek metódusai, azért egy interfésszel megadott változó szintaktikailag nem hasznosabb, mint az interfész maga.
- Ha konstans hozzáadása előtt a fejlesztő nem ellenőrzi az osztály összes interfészét, vagy ezt megteszi ugyan, de elírja a konstans nevét, akkor a konstans értéke figyelmeztetés nélkül megváltozhat.

Lásd a 2. példát.
Egyes Java könyvtárak használják ezt a módszert, ami néhány helyzetben indokolható.

## 1. példa
```
public
 
interface
 
Constants
 
{

	
double
 
PI
 
=
 
3.14159
;

	
double
 
PLANCK_CONSTANT
 
=
 
6.62606896e-34
;

}

public
 
class
 
Calculations
 
implements
 
Constants
 
{

	
public
 
double
 
getReducedPlanckConstant
()
 
{

		
return
 
PLANCK_CONSTANT
 
/
 
(
2
 
*
 
PI
);

	
}

}

```

## 2. példa
```
public
 
interface
 
Constants
 
{

	
public
 
static
 
final
 
int
	
CONSTANT
 
=
 
1
;

}

public
 
class
 
Class1
 
implements
 
Constants
 
{

	
public
 
static
 
final
 
int
 
CONSTANT
 
=
 
2
;
	
// *

	
public
 
static
 
void
 
main
(
String
 
args
[]
)
 
throws
 
Exception
 
{

		
System
.
out
.
println
(
CONSTANT
);

	
}

}

```

A csillaggal jelölt sor nélkül a Class1 kiírása: 1. A csillag utáni sort betéve a kiíratás eredménye: 2. Mindkét változat hiba és figyelmeztetés nélkül fordul.

## Megoldás
Az interfész átalakítása állapot nélküli osztállyá megoldja a legtöbb problémát:
```
public
 
final
 
class
 
Constants
 
{

	
private
 
Constants
()
 
{

		
// restrict instantiation

	
}

	
public
 
static
 
final
 
double
 
PI
 
=
 
3.14159
;

	
public
 
static
 
final
 
double
 
PLANCK_CONSTANT
 
=
 
6.62606896e-34
;

}

```

A Java 1.5 óta a static import segít abban, hogy ezek a nevek minősítés nélkül elérhetők legyenek:

```
import static
 
Constants.PLANCK_CONSTANT
;

import static
 
Constants.PI
;

public
 
class
 
Calculations
 
{

	
public
 
double
 
getReducedPlanckConstant
()
 
{

		
return
 
PLANCK_CONSTANT
 
/
 
(
2
 
*
 
PI
);

	
}

}

```

Az összes konstans is importálható az import static Constants.* deklarációval, ezzel eléri ugyanazt a célt, mint az interfész, a konstansok névtér nélkül hozzáférhetők.
Az interfész használatának több problémája is megoldódik:
- Nincs névtérszennyezés. Vagy minősítve hivatkozzuk a konstansokat, vagy importáljuk azokat, amelyek kellenek, és másokat nem.
- A futásidejű és fordításidejű szemantika jobban igazodik egymáshoz a static importtal, mint az interfész esetén.
- Kevesebb a megkötöttség a bináris kompatibilitással kapcsolatban.
- Mivel csak az adott fájlra vonatkozik, és nem a teljes hierarchiára, könnyebb visszakövetni a konstansok származását.
- Nem akarnak példányokat létrehozni ezzel a típussal.

Azonban a kohéziót nem erősíti, mivel még mindig meg lehet változtatni egyes konstansok értékét, tehát nem old meg mindent.

## Fordítás
Ez a szócikk részben vagy egészben  a   Constant interface című angol Wikipédia-szócikk fordításán alapul.  Az eredeti cikk szerkesztőit annak laptörténete sorolja fel. Ez a jelzés csupán a megfogalmazás eredetét és a szerzői jogokat jelzi, nem szolgál a cikkben szereplő információk forrásmegjelöléseként.